# Paedophryne
Genre
Paedophryne est un genre d'amphibiens de la famille des Microhylidae.

## Répartition

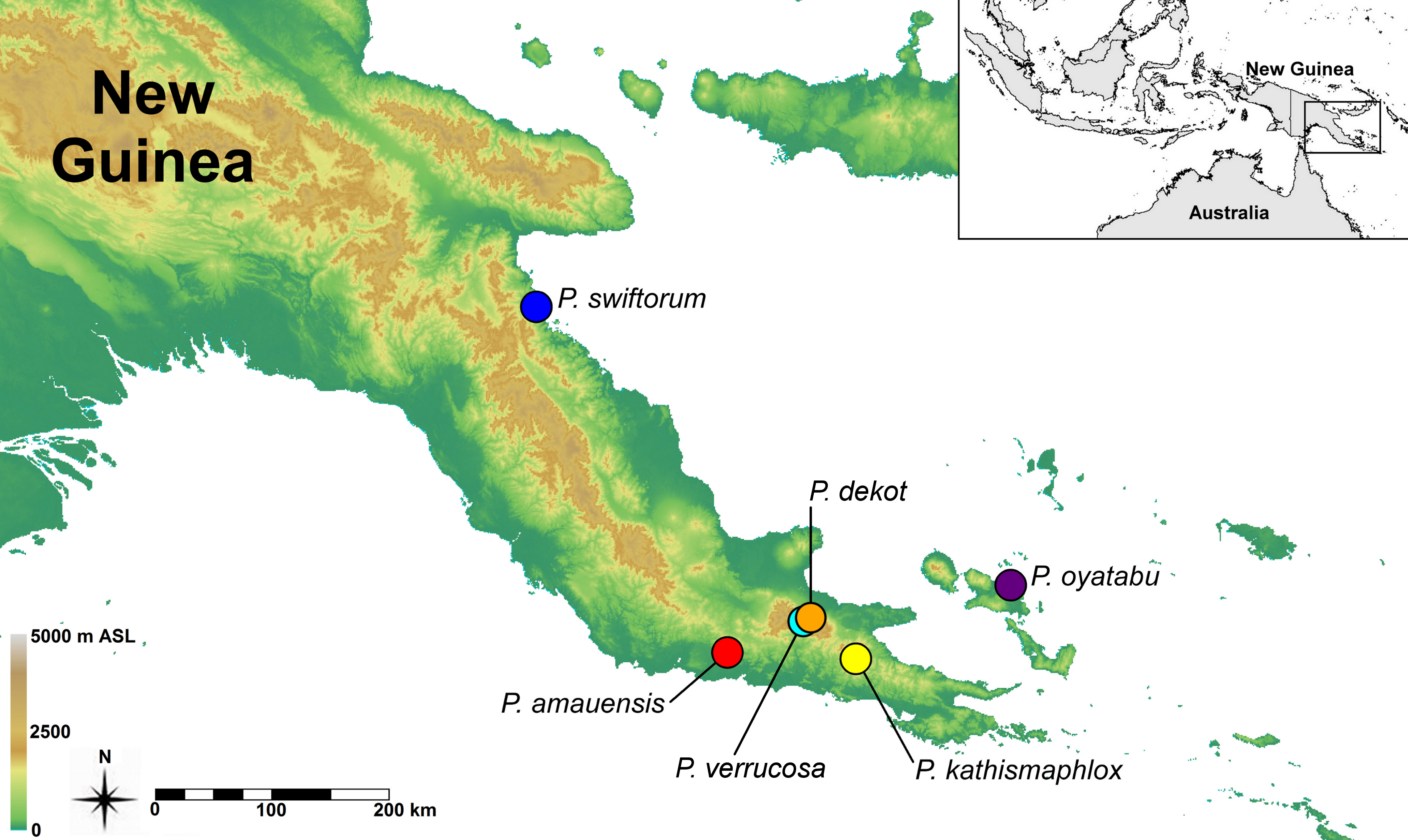
Carte indiquant les sites où des espèces de Paedophryne ont été observées.

Ce genre regroupe six espèces endémiques de Papouasie-Nouvelle-Guinée.

## Description
Ce genre est caractérisé par la très petite taille des espèces qui le composent.

## Liste des espèces
Selon Amphibian Species of the World (15 octobre 2013) :
- Paedophryne amauensis Rittmeyer, Allison, Gründler, Thompson & Austin, 2012
- Paedophryne dekot Kraus, 2011
- Paedophryne kathismaphlox Kraus, 2010
- Paedophryne oyatabu Kraus, 2010
- Paedophryne swiftorum Rittmeyer, Allison, Gründler, Thompson & Austin, 2012
- Paedophryne titan Kraus, 2015
- Paedophryne verrucosa Kraus, 2011

## Publication originale
- Kraus, 2010 : New genus of diminutive microhylid frogs from Papua New Guinea. Zookeys, vol. 48, p. 39-59, doi:10.3897/zookeys.48.446, (texte intégral).